# Acide carboxylique perfluoré

Structure de l'acide perfluorooctanoïque

Les acides carboxyliques perfluorés (ACPF ou PFCA en anglais) ou carboxylates perfluorés sont des composés organofluorés ou substances perfluoroalkylées (PFAS) avec des groupes fonctionnels carboxyles. Les PFCA sont dérivés de fluorocarbures. Le PFCA le plus simple est l'acide trifluoroacétique.
Les PFCA de taille plus importante tel que l'acide perfluorooctanoïque (PFOA) sont sous surveillance du fait de leur toxicité et de leur présence dans le corps humain et dans l'environnement. Des PFCA possédant des chaînes carbonées plus longues tel que l'acide perfluorononanoïque sont plus bioaccumulables et peuvent être prédominant dans les échantillons de biosurveillance du milieu naturel.
Les PFCA avec un groupement carboxyle et cinq à neuf carbones fluorés possèdent des propriétés de tensioactifs fluorés.